# 韦斯特曼纳埃亚尔
韦斯特曼纳埃亚尔（冰島語發音：[ˈvɛstˌmanːaˌeiːjar̥]），位於冰島南海岸外的市镇，冰岛语中同名火山群島则译为韋斯特曼納群島，由14個小島嶼組成，總面積約17.3平方公里。
島上四處岩石裸露，一片荒蕪，唯一有居民的是最大之島嶼赫馬島（Heimaey）。島上有韋斯特曼納埃亞爾鎮。1963年－1967年西南部因火山噴發而使小島敘爾特塞島突出海面，當時，全群島覆蓋了一層火山灰。

## 敘爾特塞島
冰島外海的一座火山島，也是冰島的最南端。它是因海面下130公尺火山爆發而形成，於1963年11月14日突出海面。火山噴發一直持續到1967年6月5日，島的面積也達到最大值2.7平方公里。之後，由於風和波浪的侵蝕，導致島逐漸變小，到了2002年，其面積為1.4平方公里。

## 外部連結
- 维基导游上有關韦斯特曼纳埃亚尔的旅行指南
- 官方网站 （冰岛语） （英文） （波兰語）
- 旅游信息网站 （页面存档备份，存于） （英文）